# Brabantse Pijl Dames Gooik
Brabantse Pijl Dames Gooik (tidligere Pajot Hills Classic) er et endags elitelandevejsløb i Belgien for kvinder, der klassificeres som et 1.2 løb af UCI as a 1.2 race.

## Vindere
| År   | Vinder            | Toer              | Treer             |
| ---- | ----------------- | ----------------- | ----------------- |
| 2016 | Marianne Vos      | Megan Guarnier    | Lotta Lepistö     |
| 2017 | Annette Edmondson | Barbara Guarischi | Ilaria Sanguineti |